# ییرژی روسیتسکی (بازیکن فوتبال، زاده ۱۹۴۸)
ییرژی روسیتسکی (چکی: Jiří Rosický؛ زاده ۲ سپتامبر ۱۹۴۸) بازیکن فوتبال سابق اهل جمهوری چک است که در پست دفاع بازی می‌کرد.

## دوران فوتبال
روسیتسکی در فاصله سال‌های ۱۹۶۶ تا ۱۹۸۱، ۹۰ بار در لیگ دسته اول فوتبال چکسلواکی حضور پیدا کرد و یک گل به ثمر رساند. علاوه بر دو تیم اسپارتا پراگ و بوهمیانس او در تیم‌های دوکلا پراگ و تارتا اسمیخوف نیز بازی کرده‌است.

## زندگی شخصی
روسیتسکی پدر یرژی و توماش است که هر دو از بازیکنان فوتبال بودند.